# Первомайский (Оленинский район)
Первомайский — опустевший поселок в Оленинском муниципальном округе Тверской области.

## География
Находится в юго-западной части Тверской области на расстоянии приблизительно 10 км на восток по прямой от административного центра округа поселка Оленино севернее разъезда Махерово.

## История
Появился уже в послевоенное время, на довоенной карте не был отмечен. До 2019 года входил в состав ныне упразднённого Глазковского сельского поселения.

## Население
Численность населения не была учтена как в 2002 году, так и в 2010.